# Richie Gray
Richard („Richie)“ James Gray (* 24. August 1989 in Rutherglen) ist ein schottischer Rugby-Union-Spieler. Er spielt auf der Position des Zweite-Reihe-Stürmers für das schottische Franchise Glasgow Warriors und für die schottische Nationalmannschaft. Sein fünf Jahre jüngerer Bruder Jonny Gray ist ebenfalls Rugbyspieler. Zu seinen Erfolgen gehört ein Meistertitel mit Stade Toulousain.

## Biografie

### Vereinskarriere
Gray begann bei den Amateurteams Glasgow Hawks und Stirling County Rugby zu spielen, 2008 unterschrieb er seinen ersten Profivertrag bei den Glasgow Warriors. Zu seinem ersten Einsatz in der damaligen Celtic League kam er am 7. März 2009 auswärts in Belfast gegen Ulster Rugby. Bald etablierte er sich als feste Größe und stand regelmäßig in der Startformation. Sowohl 2010 als auch 2012 erreichten die Warriors das Meisterschaftshalbfinale. Im November 2011 gab Gray bekannt, dass er zu Beginn der Saison 2012/13 zum englischen Verein Sale Sharks wechseln werde. Die Saison verlief jedoch enttäuschend, denn die Sharks belegten in der englischen Meisterschaft nur den zehnten Platz und schieden im Heineken Cup 2012/13 als Gruppenletzte vorzeitig aus. Zudem verpasste Gray die letzten acht Wochen der Saison wegen einer Oberschenkelverletzung.
Nach nur einem Jahr bei den Sale Sharks folgte zu Beginn der Saison 2013/14 ein weiterer Vereinswechsel zum französischen Meister Castres Olympique. Castres erwischte zunächst einen sehr schlechten Saisonstart und Gray benötigte einige Monate, um sich als Stammspieler zu etablieren. Trotz der Schwierigkeiten schaffte es Castres bis ins Meisterschaftsfinale der Top 14, das jedoch mit 10:18 gegen den RC Toulon verloren ging. In der Saison 2014/15 entging Castres nach einem noch schlechteren Beginn nur knapp dem Abstieg. Gray selbst verpasste die letzten zwölf Wochen wegen einer Armverletzung.
Grays Vertrag bei Castres lief Ende der Saison 2015/16 aus. Mehrere Vereine umwarben den Schotten. Schließlich entschied sich Gray dazu, in Frankreich zu bleiben und unterschrieb im Mai 2016 einen Vierjahresvertrag bei Stade Toulousain. Aufgrund chronischer Rückenbeschwerden, die operativ behandelt werden mussten, fiel Gray fast die gesamte Saison 2017/18 aus. Wegen desselben Problems verpasste er auch die ersten vier Monate der Saison 2018/19. Allerdings leistete er in dieser Saison auch seinen wesentlichen Beitrag zum Meistertitel von Stade Toulousain. Zu Beginn der Saison 2020/21 kehrte er zu den Glasgow Warriors zurück.

### Nationalmannschaft
Als ehemaliger Schüler der Kelvinside Academy vertrat Gray Schottland in allen Altersklassen von der U17 bis zur U20. Seinen ersten Einsatz für die schottische Nationalmannschaft hatte er am 7. Februar 2010 beim Six-Nations-Heimspiel gegen Frankreich, als er in der 68. Minute eingewechselt wurde; das Spiel ging mit 9:18 verloren. Zum ersten Mal in der Startformation stand er am 13. November desselben Jahres bei der Heimniederlage gegen Neuseeland. Beim Six Nations 2011 zeigte er konstant gute Leistungen und sicherte sich einen Stammplatz. Gray nahm daher auch an der Weltmeisterschaft 2011 teil und kam in allen vier Vorrundenspielen zum Einsatz; allerdings konnten sich die Schotten nicht für das Viertelfinale qualifizieren. Seinen ersten Versuch für Schottland erzielte er beim Six Nations 2012 im Spiel gegen Irland.
Im April 2013 berief ihn Warren Gatland in den Kader der British and Irish Lions für die Tour nach Australien. Gray kam in vier Spielen gegen Auswahlteams sowie im dritten Test Match gegen die Wallabies. Er trug somit wesentlich dazu bei, dass die Lions die Test-Match-Serie für sich entscheiden konnten. Gray nahm auch bei der Weltmeisterschaft 2015 teil. In drei von vier Vorrundenspielen und im Viertelfinale gegen Australien, das äußerst knapp mit 34:35 verloren ging, gehörte er zur Startformation. Er war zwar wegen gefährlicher Spielweise in der Partie gegen Samoa für drei Wochen gesperrt worden, konnte aber nach einem erfolgreichen Rekurs der Scottish Rugby Union dennoch am Viertelfinale teilnehmen.
Aufgrund längerer Verletzungspausen stand Gray von 2018 bis 2021 nicht im schottischen Kader, weshalb er unter anderem die Weltmeisterschaft 2019 verpasste. 2022 konnte er sich jedoch wieder als Stammspieler etablieren.

## Erfolge
Stade Toulousain:
- Französischer Meister: 2019

Castres Olympique:
- Meisterschaftsfinalist: 2014

Glasgow Warriors:
- Finalist EPCR Challenge Cup: 2023